# Ruissaari (ö i Södra Savolax, Nyslott, lat 61,97, long 28,90)
Ruissaari är en ö i Finland. Den ligger i sjön Seppäjärvi och i kommunen Nyslott i  landskapet Södra Savolax, i den sydöstra delen av landet, 290 km nordost om huvudstaden Helsingfors. Öns area är 0,4 hektar och dess största längd är 80 meter i öst-västlig riktning.